# Port Mansfield
Port Mansfield est une census-designated place située dans le comté de Willacy, dans l’État du Texas, aux États-Unis. La population était de 415 lors du recensement de 2000.

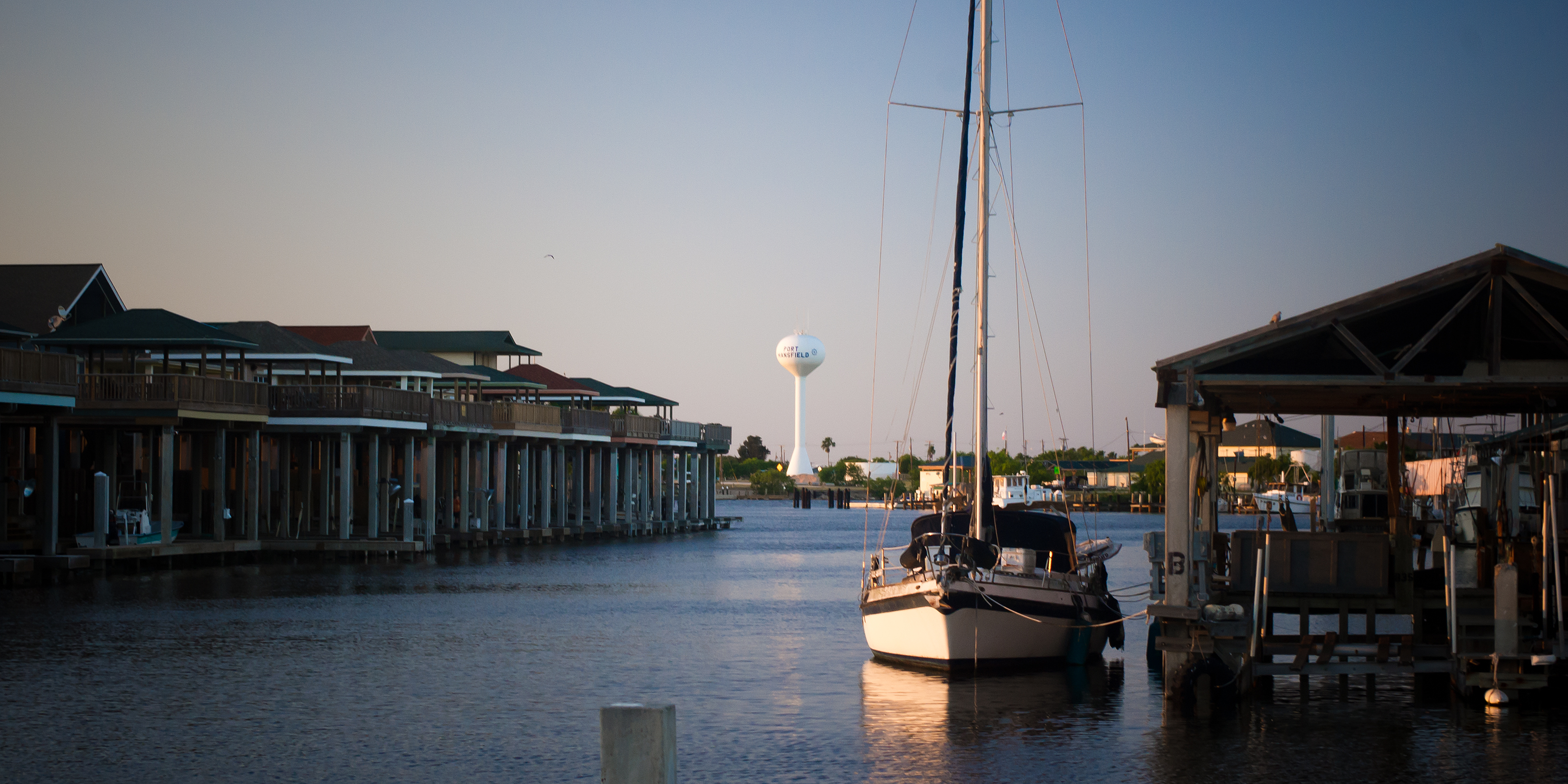

## Géographie
Selon le Bureau du recensement des États-Unis, Port Mansfield a une superficie totale de 14,8 km², dont seulement 1,3 km² est occupé par des plans d'eau. Un chenal de navigation relie Port Mansfield à l'Intracoastal Waterway et au golfe du Mexique, coupant à travers Padre Island via le canal de Port Mansfield. La coupe à travers South Padre Island est considérablement ensablée et au début de 2008, seuls les bateaux qui avaient un faible tirant d'eau pouvaient entrer en toute sécurité dans le port. Le canal a été dragué à l'hiver 2009-2010 par le Corps du génie de l'armée des États-Unis à l'aide de fonds du gouvernement fédéral promis après les ouragans Rita de 2005 et Dolly de 2008. Le canal est maintenant de 4 à 6 mètres de profondeur.

## Population
Selon le recensement de 2000, il y avait 415 personnes résidant dans la région. La densité de population était de 28 personnes par km². Il y avait 563 unités de logement  et la composition raciale était de 93,01 % de blancs, 0,96 % amérindienne, 4,58 % d'autres races. Hispaniques ou Latinos formaient 14,22 % de la population.
La population est compte à 13,5 % de moins de 18 ans, 4,6 % de 18 à 24 ans, 16,9 % entre 25 et 44, 37,1 % de 45 à 64 et 28,0 % de 65 ans ou plus, avec un âge médian de 55 ans. Pour chaque 100 femmes, il y avait 102,4 hommes. Pour chaque 100 femmes de 18 ans et plus, il y avait 107,5 hommes. Le revenu médian pour une maisonnée était 26 500 $US et le revenu médian pour une famille était 27 500 $. 